# Ernst Friedrich Jahns
Ernst Friedrich Jahns (* 27. Februar 1844 in Hannover; † 17. April 1897 in Göttingen) war ein deutscher Chemiker und Apotheker.
Jahns ging in Hannover als Apotheker in die Lehre, war dann Apothekergehilfe in Verden und studierte ab 1865 Pharmazie, Chemie und Botanik in Bern und Göttingen, mit der pharmazeutischen Staatsprüfung 1869. Danach war er in einer Apotheke in Clausthal und ab 1871 in der Universitätsapotheke Göttingen, die er 1874 übernahm (er gab zwar das kleinste Angebot ab, hatte aber das beste Examen).
Er befasste sich mit ätherischen Ölen und Alkaloiden. Er fand unter anderem Arecolin, Arecain, Arecaidin, Guvacin und Cholin in der Arekanuss, Trigonellin im Bockshornsamen (und wies nach, dass es ein Methylbetain der Nicotinsäure war), untersuchte Strychnin, den gelben Farbstoff der Galangawurzel (und isolierte daraus Galangin und Alpinin), Thujaöl und Eukalyptusöl. Ihm gelang die Synthese der Agarizinsäure und er führte Kaliumiodobismutat zur Darstellung organischer Basen ein.